# Get Ready for Love
„Get Ready for Love” – utwór otwierający album Abattoir Blues/The Lyre of Orpheus nagrany przez zespół Nick Cave and the Bad Seeds.  Piosenka ta została zawarta na trzecim singlu, wydanym ze wcześniej wymienionego albumu. Jako uzupełnienie do tej piosenki, dołączono utwory zarejestrowane podczas koncertu w Maida Vale dla programu prowadzonego przez Marka Radcliffe'a w BBC Radio 2. Koncert odbył się w październiku 2004.
Singel jest dostępny, jako 7" płyta winylowa oraz w formacie CD i ta druga płyta zawiera o jeden utwór więcej.

## Spis utworów

### 7" płyta winylowa
1. Get Ready for Love (Edit)
2. Hiding All Away (Live at Maida Vale)

### Wydanie CD
1. Get Ready for Love (Edit)
2. Hiding All Away (Live at Maida Vale)
3. There She Goes, My Beautiful World (Live at Maida Vale)

Producenci:  Nick Cave and the Bad Seeds i Nick Launay oraz Sarah Gaston (Live at Maida Vale)